# Frente Democrático Revolucionario–Nueva Alternativa

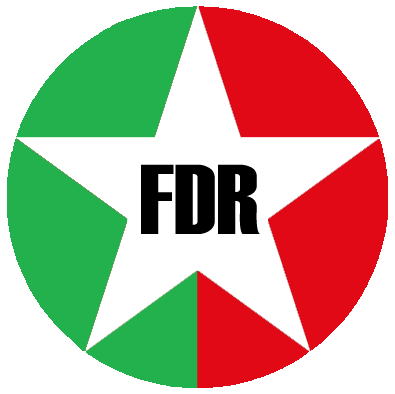
Logotipo de la coalición.

El Frente Democrático Revolucionario–Nueva Alternativa (FDR-NA) fue una alianza electoral boliviana de centroderecha.
El FDR-NA fue formado en la primavera de 1980 por:
- Partido Demócrata Cristiano (PDC)
- Alianza de la Izquierda Nacional (ALIN)
- Partido Socialista-Aponte (PS-Aponte)
- Organización de la Izquierda Democrática (OID)
- Partido Obrero Revolucionario Trotskista-Posadista, (POR-TP).[1]

En las elecciones generales de 1980 el FDR-NA presentó como candidato presidencial a Luis Adolfo Siles Salinas (OID) y Benjamín Miguel Harb (PDC) como candidato a vicepresidente.